# Thaumatoncus indicator
Thaumatoncus indicator là một loài nhện trong họ Linyphiidae.
Loài này thuộc chi Thaumatoncus. Thaumatoncus indicator được Eugène Simon miêu tả năm 1884.